# Nemocniční loď

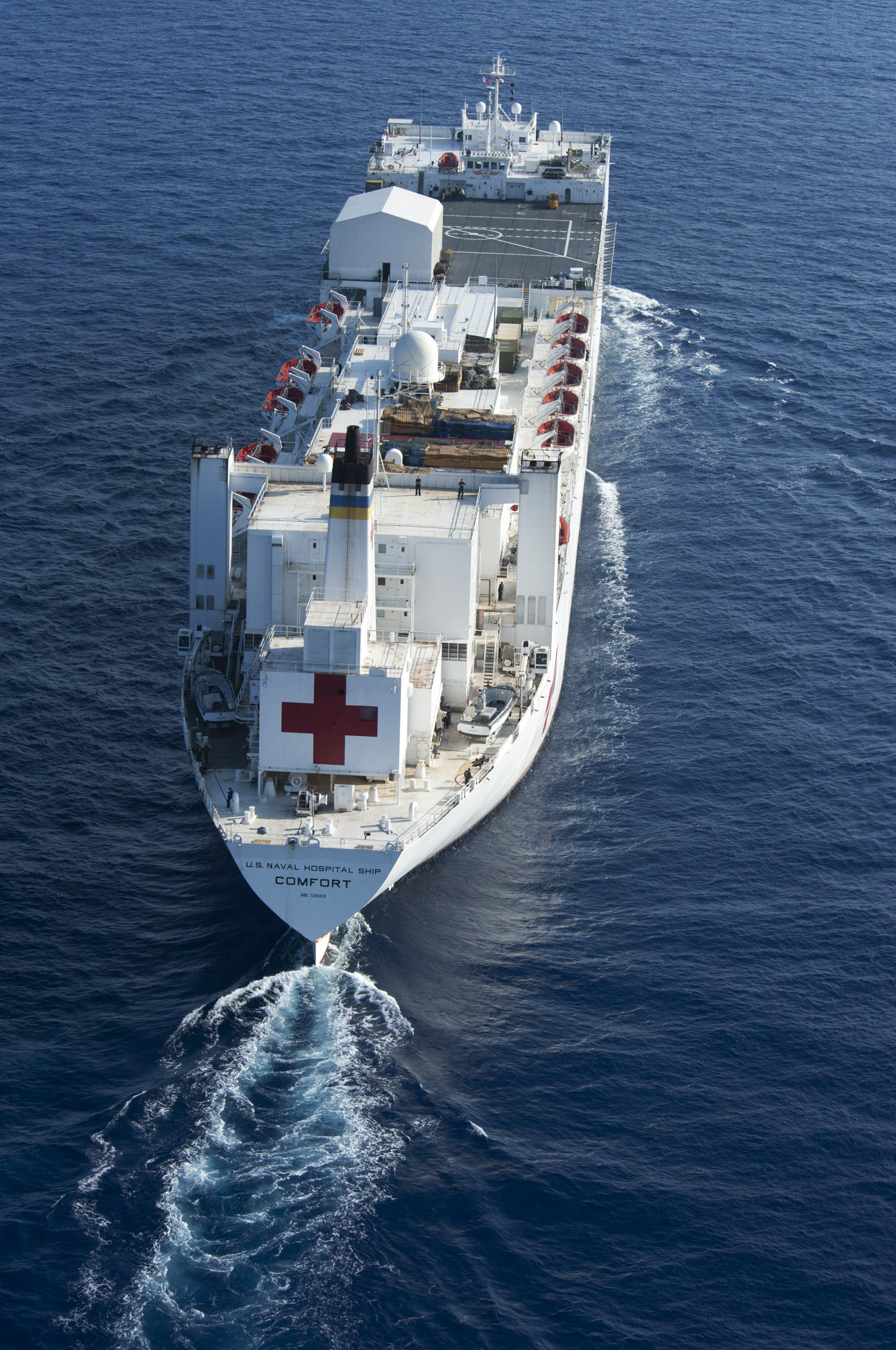
Nemocniční loď USNS Comfort (T-AH-20)

Nemocniční loď je loď designovaná primárně pro použití jako „plovoucí nemocnice“. Využívají je hlavně ozbrojené síly, respektive námořnictvo
Haagská úmluva z roku 1907 stanovuje základní pravidla nemocničních lodí. Mezi ně například patří:
- Loď nesmí být ozbrojena
- Nemocniční loď musí být jako nemocniční označena. Loď musí mít bíle zbarvený trup, zelené pruhy a červené kříže. Dále žluté komíny a stožáry. V noci musí být viditelně osvětlena aby bylo poznat že nejde o vojenské či obchodní plavidlo.
- Loď nesmí být použita k vojenským účelům, nesmí převážet zbraně, munici a vojáky (vojáky pouze raněné).
- Nepřítel má právo na "prohlídku lodě". Dle úmluvy má nepřátelská strana právo loď zastavit a prohledat pokud neporušuje stanovená pravidla.
- Loď nesmí zasahovat do vojenských konfliktů.

Jediná změna pravidel proběhla u značení lodí, dnes již stačí, aby loď nesla červený kříž. Za porušení jakéhokoliv pravidla může být plavidlo i potopeno.

## První světová válka
Největší nemocniční lodí první světové války byla sesterská loď Titaniku, HMHS Britannic. Původně měl sloužit jako obchodní plavidlo, jenže po vypuknutí války se vedení admirality rozhodlo o nasazení velkých nemocničních lodí. Jako první do služby nastoupily RMS Mauretania a RMS Aquitania. Dne 21. listopadu 1916 v 8 hodin 12 minut najel Britannic na minu a o 55 minut později se v průlivu mezi řeckým ostrovem Kea a mysem Sounion potopil. Nepřežilo 30 lidí. Dalšími nemocničními loďmi z období 1. světové války jsou například: HMHS Asturias, SS Birma (Birma je jednou z lodí, která odpověděla na volání o pomoc v osudnou noc potopení Titaniku), HMHS Dover Castle, SS France (1910), SS König Albert, SS Portugal (1886).

## Druhá světová válka
Zatímco v 1. sv. válce britské námořnictvo použilo celkem 92 nemocničních lodí, ve 2. sv. válce jich bylo pouze 41. Mezi ně patřily např. HMHS Letitia nebo HMHS Newfoundland. Spojené státy v roce 1943 začaly se stavbou lodí třídy Haven. Dala základ vzniku třídy Mercy, jež zahrnuje největší nemocniční lodě na světě.